# Eleonora Ehrenbergová
Eleonora Ehrenbergová, také Eleonora Gayerová z Ehrenbergů, německy Eleonora Gayer Freiin von Ehrenberg ( 1. listopadu 1832 Modrá Hůrka – 30. srpna 1912 Ondřejov) byla operní pěvkyně, koloraturní sopranistka, která působila v Německu, od roku 1861 v Praze a od roku 1864 v českých operních divadlech. Při premiéře Smetanovy Prodané nevěsty roku 1866 zpívala roli Mařenky.

## Původ a mládí
Její pradědeček byl pražský lékárník Anton Franz Gayer, kterého císařovna Marie Terezie roku 1764 povýšila do šlechtického stavu s přídomkem von Ehrenberg. Otec, Johann Aloys Gayer von Ehrenberg, byl dvorní rada u českého apelačního soudu, ale už roku 1833 zemřel. Eleonora se narodila v jeho druhém manželství v domě číslo 14 v Modré Hůrce u Týna nad Vltavou, matka se podruhé vdala a z tohoto manželství se roku 1837 narodil Johann, Eleonořin nevlastní bratr.  
V letech 1842 až 1847 Eleonora navštěvovala internátní školu v klášteře Voršilek v Praze, kde získala také základy hudebního vzdělání. Do roku 1852 žila ve Vídni u své tety, hraběnky Hrzánové, kde učila hrát na klavír. V letech 1852–1854 studovala na Pražské konzervatoři harmonii a kontrapunkt u Johanna Fridricha Kittla a brala hodiny zpěvu u G. B. Gordigianiho.

## Operní kariéra

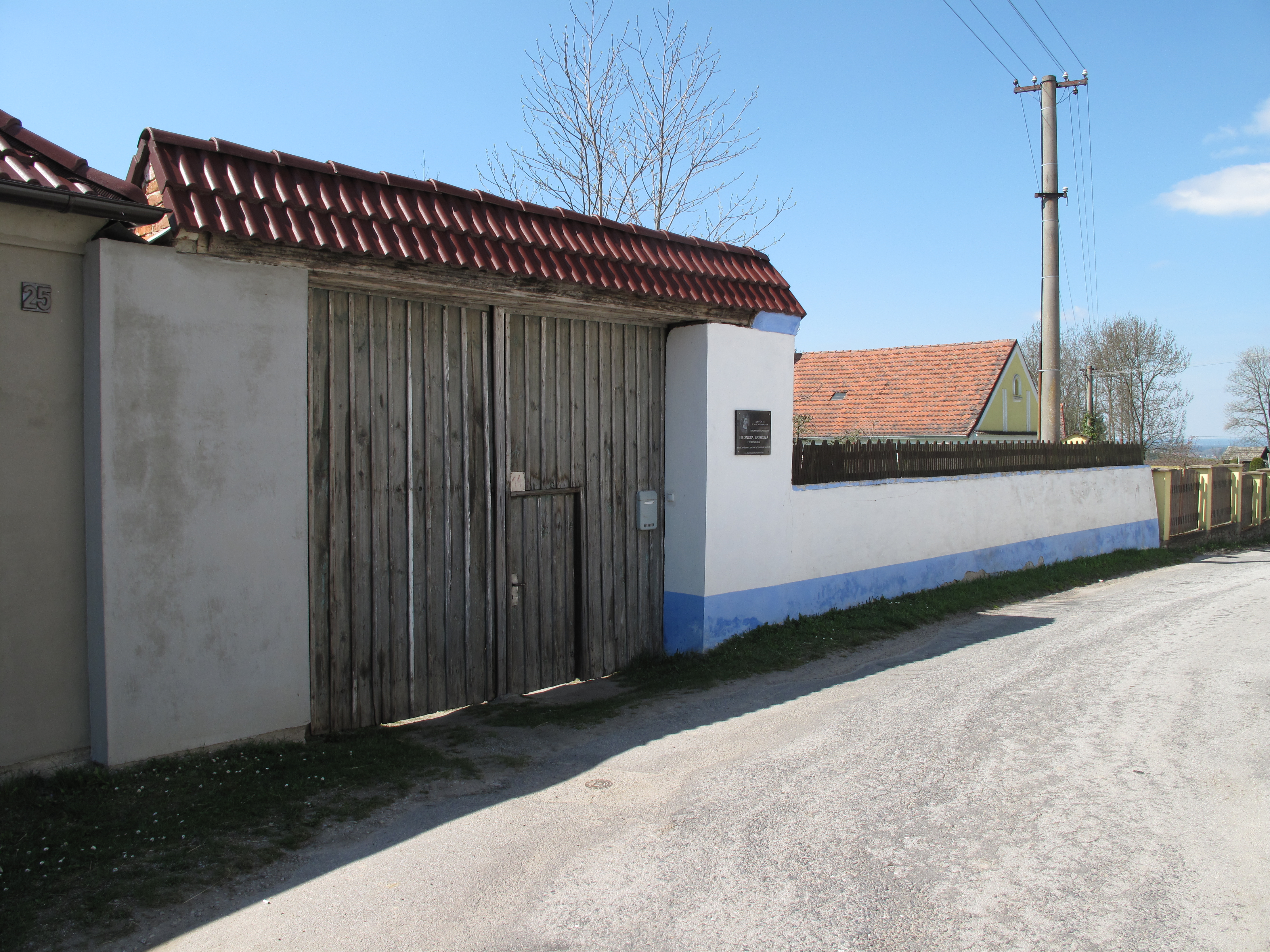
Rodný dům v Modré Hůrce

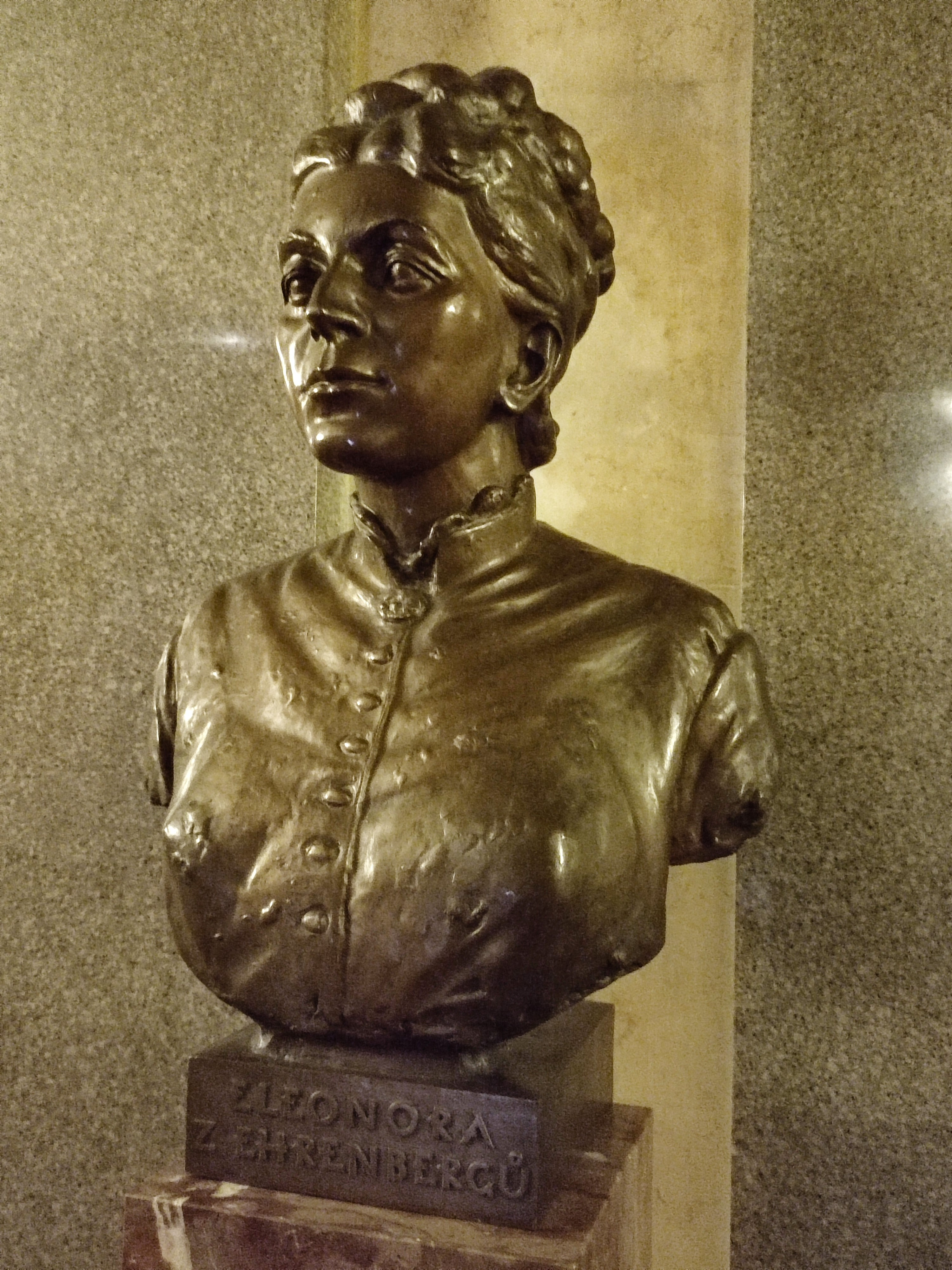
Busta baronky Eleonory Ehrenbergové, roku 2012 vrácena do foyer Národního divadla v Praze

Dne 3. srpna 1854 debutovala ve Stavovském divadle v titulní roli Donizettiho opery Lucie z Lammermooru pod taktovkou Františka Škroupa. V letech 1854–1856 zpívala v opeře ve Štětíně, 1856 vystupovala v mnoha rolích v Mnichově a v Praze. 
V letech 1856–1858 měla angažmá v opeře v Hamburku a pak do roku 1861 v Lipsku. 
Od roku 1861 zpívala v Praze, jak ve Stavovském divadle německé, tak v Novoměstském divadle české role. Při otevření Prozatímního divadla 11. března 1862 (a při repríze o týden později) zpívala sólový part v opeře Alessandra Stradelly. 30. listopadu 1862 zpívala roli Constanze v Cherubiniho zpěvohře Vodaři a získala tam velmi výhodné angažmá s ročním platem 3000 zlatých. Pod taktovkou kapelníka Jana Nepomuka Maýra zpívala 2. března 1863 roli princezny Elvíry v Auberově opeře Němá z Portici..  Od roku 1864 se věnovala pouze českému divadlu a v jejích zápiscích je uvedeno 132 rolí a 1750 vystoupení.
V roce 1866 vytvořila roli Mařenky při premiéře Prodané nevěsty a roku 1868 roli Jitky při premiéře opery Dalibor. V roce 1876, v souvislosti s převzetím vedení Prozatímního divadla mladočeským družstvem, z divadla odešla, ale po vytvoření spojeného staročesko-mladočeského družstva se vrátila nejprve k hostování a od jara roku 1878 zpět do trvalého angažmá. Zpívala v Národním divadle až do roku 1885, kdy se se stálým angažmá v divadle rozloučila v roli Leonory v opeře Trubadúr od Giuseppe Verdiho. Pak už vystupovala jen  na koncertech. Zbytek života trávila jednak v Praze ve svém novoměstském domě v Hálkově ulici a dále se svou neteří Marií ve vile Leonora v Ondřejově. Její domácí koncerty navštěvoval také J. J. Frič. Roku 1909 byla současně s Emou Destinnovou jmenována čestnou členkou Národního divadla.
Je pochována na ondřejovském hřbitově naproti vchodu.